# Neoterebra puncturosa
Neoterebra puncturosa é uma espécie de gastrópode do gênero Neoterebra, pertencente a família Terebridae.